# Q-Keltisch
Q-Keltisch is een verzamelnaam voor die Keltische talen waarbij de Proto-Indo-Europese *kw- in een *k- veranderde. Volgens de theorie die het Keltisch onderverdeelt in Insulair Keltisch en Continentaal Keltisch trad deze ontwikkeling echter op verschillende plaatsen onafhankelijk op.
- Alle Goidelische talen.
- Keltiberisch

Aangezien het Keltiberisch uitgestorven is, wordt Q-Keltisch vaak gebruikt als synoniem voor Goidelisch.